# Axel Daeseleire
Axel Daeseleire (Gent, 26 oktober 1968) is een Belgisch acteur, televisiemaker, dj en plastisch kunstenaar. Hij speelde in onder meer de televisieserie Matroesjka's en Flikken en de speelfilms Team Spirit, Team Spirit 2 en De Hel van Tanger.

## Biografie
Tijdens zijn toneelopleiding aan de Antwerpse Studio Herman Teirlinck speelde Daeseleire een rol in de film Ad fundum (1993) van Erik Van Looy. Nadien volgden diverse film- en televisierollen, onder andere in She Good Fighter, Thuis en Terug naar Oosterdonk. In 1998 vertolkte hij de hoofdrol in de film Dief!, gebaseerd op het leven van de Antwerpse boef Frans Van Reeth, beter bekend als "Frans De Kleerkast". Bij het grote publiek is hij bekend voor zijn rollen op televisie in onder meer Flikken (1999 – 2003), Matroesjkas (2005 – 2008), Vermist (2008 – 2014), Penoza (2017), Auwch (2016 – 2019) en Fair Trade (2020). Op het grote scherm kon je hem nog het werk zien in bijvoorbeeld Team Spirit I en II (2000 en 2003), De hel van Tanger (2006), Brasserie Romantiek (2012) en Patser (2018).
In het voorjaar van 2007 zond VTM Celebrity Shock uit. Axel was samen met zijn partner Anne De Baetzelier op avontuur in Peru. Daar ondergingen ze een "reiniging" van het lichaam met een Ayahuasca-brouwsel.
De laatste jaren presenteerde Axel als tv-host humaninterestprogramma’s zoals Axel Opgelicht (2015 – 2016), Project Axel (2017), Trafiek Axel (2018), Van de Kaart (2019), Axel gaat binnen (2020) en Erfgenaam Gezocht (2021). 
Behalve acteren en dj'en, schrijft Axel poëzie en is hij medeoprichter van het kunstenaarscollectief ADAMAVA. In 2005 verscheen zijn eerste poëziebundel Nachtdier. Hij is tevens plastisch kunstenaar. 

## Filmografie

### Films
- Ad fundum (1993) - als Tits
- She Good Fighter (1995) - als rijkswachter Claes
- Alles moet weg (1996) - als rijkswachter
- Dief! (1997) - als Frans Van Reeth
- De Kapster (1999) - als Serge
- Team Spirit (2000) - als Franky Leemans
- Team Spirit 2 (2003) - als Franky Leemans
- De kus (2004) - als detective
- De Indringer (2005) - als Wes Moons
- De Hel van Tanger (2006) - als Wim Moreels
- Windkracht 10: Koksijde Rescue (2006) - als Koen
- SM-rechter (2009) - als Marcel Luyten
- De Texas Rakkers (2009) - als ranger Tom
- Wolf (2010) - als Thomas Verhaege
- Zot van A. (2010) - als collega van Yoeri
- Blijf! (2011) - als Luc
- Engelenbak (2011)
- Groenten uit Balen (2011) - als Marcel
- Brasserie Romantiek (2012) - als Angelo
- Frits & Franky (2013) - als Ludo Van Dam
- Bowling Balls (2014) - als Anthony
- Michiel de Ruyter (2015) - als Konstabel Zeven Provinciën
- AG The Marks We Bear (2016) - als Adrian Ginder
- Patser (2018) - als Stijn
- Wij (2018) - als Martin
- Mijn vader is een vliegtuig (2021) - als minnaar van Eva

### Televisieseries
- Familie (1992) - als Olivier
- Nonkel Jef (1995-1996) - als Johnny Melkenbeek
- Thuis (1996-1999) - als Robbe Cannaerts
- Terug naar Oosterdonk (1997) - als Tuur
- Windkracht 10 (1997) - als Robby
- Diamant (1997) - als Willy Jambers
- Flikken (1999-2003) - als Ben Vanneste
- Chris & Co (2001) - als Ben Kurrel
- Dennis (2002-2003) - als Dennis Denissen
- Recht op Recht (2002) - als Pascal Dufour
- Sketch à gogo (2004) - als soldaat
- Witse (2005) - als Mark Taeymans
- Booh! (2005) - als Dees
- Het Geslacht De Pauw (2005) - als zichzelf
- De Wet volgens Milo (2005) - als Guido
- Team Spirit (2003, 2005-2006) als Franky Leemans
- Kinderen van Dewindt (2005-2007) - als Bart Dewindt
- Matroesjka's (2005-2008) - als Jan Verplancke
- Aspe (2007) - als Stef Depoorter
- Vermist (2008-2014) - als Eric Coppens
- LouisLouise (2008-2009) - als Louis De Roover/Jeroen
- 180 (2008) - als garagist
- Jes (2009) - als Gert
- Goesting (2010) - als Eddy Moens
- Witse (2011) - als Gunter Selleslags
- Dubbelleven (2011) - als Nick
- Zone Stad (2011) - als Patrick Libotte
- Aspe (2011) - als Herman Daerdien
- Wolven (2012-2013) - als Thomas Verhaeghe
- De zonen van Van As (2012-2014, 2018-2021) - als Rafaël Kliefhout
- Crimi Clowns (2012, 2017) - als Wim Leblanc
- Connie & Clyde (2013, 2018) - als Hans Devos
- Fashion Planet (2014) - als Matthias Janssens
- Aspe (2014) - als inspecteur Dirk Vereecke
- Smeris (2014-2015) - als Thomas Mertens
- Auwch (2016, 2017, 2019) - als zichzelf
- Professor T. (2016) - als Gerard Pelgrims
- Penoza (2017) - als Marcus Vos
- Sthlm Rekviem (2018) - als Saul Goldmann
- Flikken Maastricht (2018) - als Jacob de Bruyne
- Fair Trade (2021, 2023) - als Frank Slaets
- De Kraak (2021) - als Willem Dienants

### Televisie (als presentator)
- Axel Opgelicht (2015 en 2016) (documentaire)
- Project Axel (2017) (documentaire)
- Trafiek Axel (2019)
- Sergio & Axel: Van de kaart (2019), samen met Sergio Herman (documentaire)
- Axel gaat binnen (2020, 2021 en 2024) (documentaire)
- Erfgenaam Gezocht (2021 en 2023-heden) (documentaire)
- Eenmaal Andermaal (2021, 2023 en 2024), samen met Jacques Vermeire
- Klopjacht (2021-heden)
- Het Onbekende (2024)
- Axel in Amerika (2024)

### Theater
- 237 Redenen voor s*ks (2016) als zichzelf
- 237 Redenen om door te gaan (2019) als zichzelf, samen met Hans Van Cauwenberghe

## Trivia
- Axel en Dimitri Daeseleire zijn neven.
- Daeseleire nam in 2004 deel aan het tweede seizoen van De Slimste Mens ter Wereld. Na vijf deelnames moest hij de quiz verlaten.
- In 2012 nam hij deel aan de quiz Premiejagers Deluxe, die hij samen met Stan Van Samang en Geert Hunaerts won.
- Als Daeseleire zijn intrede maakt in Aspe als inspecteur Dirk Vereecke, vertelt commissaris De Kee dat hij "15 jaar bij de motards heeft gewerkt". Dit is een verwijzing naar Ben Vanneste (het personage van Daeseleire in Flikken) die ook een motard was.[1]
- Tussen 2016 en 2019 had hij een relatie met het Vlaamse model Jess Donckers.